# Nafanua (Schiff)
Die Nafanua ist ein Patrouillenboot der Polizei von Samoa. Zusammen mit 21 Schwesterschiffen der Pacific-Klasse wurde sie in Australien gebaut. Benannt ist das Boot nach der historischen Kriegerin Nafanua, die später als Gottheit verehrt wurde. Nachdem das Seerechtsübereinkommen der Vereinten Nationen die Ausschließliche Wirtschaftszone der souveränen Staaten auf bis zu 200 sm ausgedehnt hatte, erklärte sich Australien bereit, seinen kleinen Nachbarländern im Pazifischen Inselforum 12 der Boote zur Verfügung zu stellen, um mit diesem im Rahmen der jeweiligen nationalen Polizei die Aufgaben einer Küstenwache wahrnehmen zu können.

## Aufbau
Die Nafanua und ihre Schwesterschiffe wurden mit Komponenten aus Serienproduktion (Commercial off-the-shelf) ohne fortgeschrittene Technik (not cutting edge) gebaut, aber mit militärischer Ausrüstung. Sie kann auch in kleinen, wenig technisierten Werften in Stand gehalten werden und bis zu zehn Tagen auf See operieren.

## Einsätze
Im September 2014 rettete die Nafanua vier Fischer von Amerikanisch-Samoa, deren Schiff in Seenot geraten war und die 185 Seemeilen südlich von Apia aufgefunden wurden.
Im Oktober 2014 gestattete die Regierung von Samoa, dass die Nafanua auch in den Gewässern der benachbarten Cook Islands patrouilliert, so lange deren Patrouillenboot, die Te Kukupa, in Australien einer umfangreicheren Wartung unterzogen wurde.
Seeleute der Royal Australian Navy besuchten die Nafanua im Juni 2018, um technische Unterstützung zu geben.

## Ersatz
Australien begann 2017 mit dem Bau von neuen Booten (Guardian-class patrol vessel). Der Ersatzbau für die Nafanua ist die größere Nafanua II.